# Керн, Иван
Иван Керн (словен. Ivan Kern; 3 октября 1898, Жужемберк — 26 июня 1991, Любляна) — югославский словенский моряк, контр-адмирал Югославской народной армии, участвовавший в Народно-освободительной войне Югославии.

## Биография
Родился 3 октября 1898 года в городе Жужемберк. Окончил электротехнический факультет и военно-морскую школу в 1916 году как инженер-радиотелеграфист. Заступил на службу в австро-венгерский флот (предположительно, служил на дредноуте «Prinz Eugen»). После окончания войны продолжил службу во флоте Королевства сербов, хорватов и словенцев. Руководил морской академией Дубровника и торговым флотом Королевства Югославии. Перед Второй мировой войной имел звание капитана линкора (эквивалентно званию полковника на суше) и командовал дивизионом миноносцев.
16 апреля 1941 после затопления эсминца «Загреб» капитан Керн с миноносцами «Дурмитор» и «Каймакчалан» вышел из Которского залива в сторону Александрии, где находилось Правительство Югославии в изгнании, и передал свои миноносцы британскому флоту. 10 августа 1943 в Лондоне назначен Министром транспорта, лесной и горной промышленности в югославском правительстве, снят с поста 12 октября в связи с началом переговоров о передаче флота Королевства Югославии в руки красных партизан в лице двух миноносцев, одной неисправной подлодки и 10 торпедных катеров. Переговоры велись на острове Вис и сорвались из-за вмешательства британцев. По предложению Владимира Велебита Керн установил с ним в Лондоне связь и заявил, что британцы всё же готовы будут передать партизанам югославские корабли, которые будут замаскированы под торговые суда. Однако переговоры сорвались после того, как были потеряны два корабля. Вскоре Керн всё же перешёл на сторону партизан.
После окончания Второй мировой войны Иван Керн предложил свою должность на пост главнокомандующего флотом: основной кандидат, Йосип Черни, был лишь капитаном корвета (майор) и находился ниже в звании, чем Керн. За свои заслуги в усилении партизанского флота и по личному предложению Иосипа Броза Тито в 1945 году Керн получил звание контр-адмирала югославского флота и возглавил ВМС Федеративной Народной Республики Югославии. 22 декабря 1945 вышел на пенсию.
Скончался 26 июня 1991 года в Любляне. Был награждён югославским орденом Белого орла.